# Таллис, Томас
Томас Та́ллис (англ. Thomas Tallis, около 1505, Кент — 23 ноября 1585, Гринвич, Кент) — английский композитор и органист. Считается одним из величайших композиторов Англии и почитается за самобытный вклад в английскую музыку. Занимает главное место в антологиях английской хоровой музыки.

## Биография
Таллис учился музыке и был хористом в Королевской капелле Лондона.
С 1532 работал органистом бенедиктинского монастыря в Дувре (графство Кент), в 1538—1540 — органистом августинского аббатства в Уолтхеме (графство Эссекс), в 1540-42 — певчим в Кентерберийском кафедральном соборе. Став в 1543 регулярным членом Королевской капеллы (англ. Gentleman), Таллис до конца дней сочинял музыку для королевского двора. Несмотря на решительные перемены в жизни церкви, которые сулило англиканство, Таллис лишь незначительно расширил (в отличие от своего знаменитого ученика и соратника У. Бёрда) жанрово-стилистическую палитру своего творчества и в целом придерживался традиций «католической» вокальной полифонии.
Наиболее значимы его латинские мотеты, написанные по разным литургическим и светским поводам (магнификаты, ламентации, гимны, антифоны, «Sacrae cantiones»), из которых наиболее известен «Spem in alium» (1573) — грандиозный респонсорий для 8 пятиголосных хоров, то есть для 40 голосов. Таллису также принадлежат две полные мессы («Salve intemerata virgo» и «Puer natus est nobis») и ряд отдельных частей

## Наследие и признание
- Уильям Бёрд написал элегию Ye Sacred Muses на смерть Таллиса, её последняя строка: «Скончался Таллис, музыка скончалась».
- Фантазию на тему Таллиса написал Ральф Воан Уильямс (1910).
- В 1973 в Великобритании создан вокальный ансамбль The Tallis Scholars, исполняющий музыку эпохи Возрождения. Его руководитель — Питер Филлипс.
- Полное собрание сочинений Таллиса с 1997 года, на лейбле Signum, начал записывать коллектив Chapelle du Roi под управлением Алистера Диксона. Последний (девятый) том этого собрания вышел в 2005 году.
- В сериале «Тюдоры» роль Томаса Таллиса исполнил британский актёр и музыкант Джо Ван Мойланд.

## Сочинения
- Morning and evening prayer and communion, set forthe in 4 parts, to the song. London,1565.
- Cantiones quae ab argumento sacrae vocantur. London, 1575.